# 查理·畢奇
查理·畢奇（Charlie Bucket）是羅爾德·達爾筆下查理與巧克力工廠及玻璃大升降機歷險記的主角。對比其他四位小孩，查理是比較乖巧的。
Charlie一詞的變化形為“Chuck”，故查理的全名為“Chunk Bucket”，就如大部分角色般都擁有不平凡的名字。

## 演員
在1971年及2005年的電影版本中，查理的角色分別由彼得·奧斯特拉姆（Peter Ostrum）及弗雷迪·海默（Freddie Highmore）飾演。他與母親、祖母喬治娜及約瑟芬、祖父喬治及阿祖。在1971年的版本中，查理的父親被指已逝世。

## 不同版本的查理
查理的性格是在眾角色中最被統一演繹的。但是，在三個版本中總有一些相異之處。

### 原著
在原著中，查理十分文靜，平常只與祖父阿祖及畢奇先生談話。他也很關心其他小孩，包括他們被逐出工廠後。查理亦是很聰穎、容易興奮及有幽默感的。In the original book, Charlie is very quiet, usually only talking to his grandfather, Azu and Mr. Beech. He also cared about other children, including after they were kicked out of the factory. Charlie is also very intelligent, excitable and has a sense of humor.

### 1971年電影版本
在1971年的電影版本中，查理與祖父偷取了一些起泡沫的上升飲料。在最終測試中，旺卡先生斥責他們及拒絕送贈他們禮品。祖父感到憤怒，發誓要把大塊硬糖的製作方法交給另一個糖果製造商而向旺卡先生復仇。但是，查理最後把大塊硬糖交還給旺卡先生，保存了他的誠信及道德，最後通過考驗，得到巧克力工廠的繼承權。畢奇家擁有一台黑白電視。這個版本的查理外貌上與原著較相近，在電影中畢奇家與巧克力工廠位於同一城鎮內。

### 2005年電影版本
在2005年的電影版本中，查理不停向旺卡先生發問有關他童年的事情，令旺卡先生持續地回憶起兒時的片段。查理十分喜愛他的家人，拒絕離開他們而繼承巧克力工廠。最後，查理協助旺卡先生與其父親和好。此版本的畢奇家像是英國人，但居住在美國（雖然正確的地點比1971年的版本含糊）。此外，2005年版本的畢奇家亦擁有一台電視機。
另外，查理比1971年的版本更崇拜旺卡先生。他利用牙膏蓋子建了巧克力工廠的模型。不過在影片後段，查理因旺卡先生不重視家人而不再敬重他。查理的話令旺卡先生明白到家庭對事業的重要性。
查理曾被奧古斯塔斯及維奧莉特侮辱，但他沒有介懷。雖然維魯卡被寵壞了和麥克熱愛暴力，但他們都尊重查理，至少了解他的家境。

### 電子遊戲
玩家將扮演查理，為壞小孩收拾混亂並令他們恢復原狀。並由巧克力作主要物品。